# Saint-Martin-de-Boubaux
Saint-Martin-de-Boubaux is een gemeente in het Franse departement Lozère (regio Occitanie) en telt 177 inwoners (2004). De plaats maakt deel uit van het arrondissement Florac.

## Geografie
De oppervlakte van Saint-Martin-de-Boubaux bedraagt 29,8 km², de bevolkingsdichtheid is 5,9 inwoners per km².
De onderstaande kaart toont de ligging van Saint-Martin-de-Boubaux met de belangrijkste infrastructuur en aangrenzende gemeenten.

## Demografie
Onderstaande figuur toont het verloop van het inwonertal (bron: INSEE-tellingen).